# Plemiona polskie
Niektóre z zamieszczonych tu informacji wymagają weryfikacji.
Dokładniejsze informacje o tym, co należy poprawić, być może znajdują się w dyskusji tego artykułu.
 Po wyeliminowaniu niedoskonałości należy usunąć szablon [[Szablon:Dopracować|]] z tego artykułu.

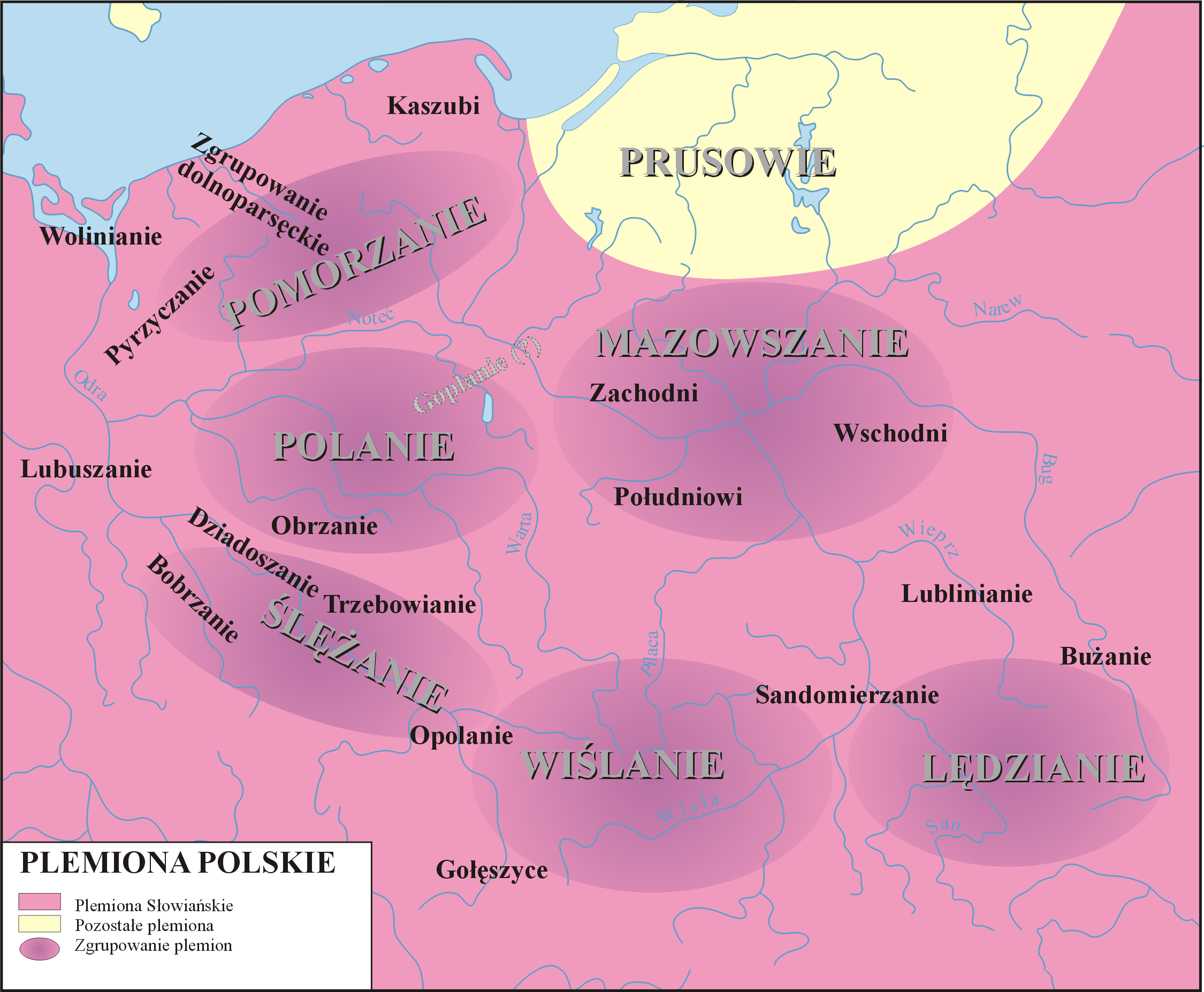
Mapa pokazująca przybliżoną lokalizację plemion polskich.

Plemiona polskie – termin używany przez niektórych historyków dotyczący plemion zachodniosłowiańskich z grupy plemion lechickich, które wywarły wpływ na etnogenezę oraz genotyp współczesnych Polaków. Czynnikiem podstawowym dla powstania narodu był moment polityczny: zjednoczenie wszystkich plemion szczepu lechickiego przez dynastię Piastów w jedno państwo.
Historycy wskazują na podobieństwa kulturowe plemion polskich od VII w. – podobne metody budowy grodów, podobieństwo używanej ceramiki, narzędzi, broni i ozdób.
Liczba skupisk osadniczych identyfikowanych z plemionami była znacznie wyższa niż liczba nazw plemiennych znanych ze źródeł. W związku z tym stosuje się zwykle podwójne nazewnictwo plemienne: nazwami własnymi określa się plemiona, których nazwy zostały zachowane w źródłach (np. Wiślanie), a nazwami pochodzącymi od miejscowości – plemiona o nieznanych nazwach (np. plemię łęczyckie, plemię bonikowsko-przemęckie).
Dla prawidłowej klasyfikacji plemion niezbędne jest rozróżnienie na plemiona (zwane też małymi plemionami, złożone z rodów lub opoli) oraz wielkie plemiona (zwane też związkami plemiennymi lub szczepami, złożone z plemion).
Prawdopodobnie wielkimi plemionami byli Goplanie, Pomorzanie, Wiślanie, Lędzianie i Mazowszanie. Istniały też związki plemienne, dla których nie potrafimy zidentyfikować nazw ogólnych (organizm wielkoplemienny prawdopodobnie powstał też na Śląsku). Zdarzały się także plemiona niewchodzące w skład wielkich plemion, np. Lubuszanie.
Granice między plemionami polskimi stanowiły naturalne przeszkody geograficzne np. puszcze czy rzeki.
Niewiele pewnego wiadomo o religii ówczesnych polskich plemion, prawdopodobnie występował np. kult Świętowita. W IX w. z chrześcijaństwem zetknęli się Wiślanie.
Podobieństwo warunków ekonomicznych i bliskość etniczna, kulturowa oraz językowa innych plemion do plemienia Polan ułatwiła im opanowanie ziem polskich, utworzenie państwa. Stanowiło to przesłankę do kształtowania się narodowości polskiej w przyszłości.
Tradycyjnie dialekty języka polskiego i obszary historyczno-geograficzne łączy się z pięcioma przedpiastowskimi skupiskami plemiennymi – Pomorzanami (Pomorze), Polanami (Wielkopolska), Wiślanami (Małopolska), Mazowszanami (Mazowsze) i Ślężanami (Śląsk).

## Plemiona polskie według źródeł
Plemiona występujące na obecnym obszarze ziem polskich wspomniane w Geografie Bawarskim z roku 845, niektóre z podanych plemion nie muszą odnosić się do pochodzenia zachodniosłowiańskiego.
| poz.: | nazwa      | naz. polska   | l. grodów |
| ----- | ---------- | ------------- | --------- |
| 7     | Hehfeldi   | Hawelanie     | 8         |
| 15    | Miloxi     |               | 67        |
| 16,   | Phesnuzi   |               | 70        |
| 17,   | Thadesi    |               | 200       |
| 18,   | Glopeani   | Goplanie      | 400       |
| 33,   | Lendizi    | Lędzice       | 98        |
| 34,   | Thafnezi   |               | 257       |
| 36,   | Prissani   | Pyrzyczanie   | 70        |
| 37,   | Uelunzani  | Wieluńczanie  | 70        |
| 38,   | Bruzi      | Prusowie      |           |
| 47,   | Ungare     | Węgrzy        |           |
| 48,   | Vuislane   | Wiślanie      |           |
| 49,   | Sleenzane  | Ślężanie      | 15        |
| 50,   | Lunsizi    | Łużyczanie    | 30        |
| 52,   | Milzane    | Milczanie     | 30        |
| 56,   | Lupiglaa   | Głubczyce (?) | 30        |
| 57,   | Opolini    | Opolanie      | 20        |
| 58,   | Golensizi  | Gołęszyce     | 5         |
| 53,   | Besunzane  | Bieżuńczanie  | 2         |
| 51,   | Dadosesani | Dziadoszyce   | 20        |

Z listy wymienionych wyżej plemion, na terenie dzisiejszej Polski (a w związku z tym także na terenie Polski wczesnopiastowskiej) zamieszkiwały następujące plemiona:
- Bieżuńczanie
- Dziadoszyce/Dziadoszanie
- Goplanie
- Głubczyce
- Golęszyce/Gołęszyce
- Lędzianie/Lędzice
- Opolanie
- Pyrzyczanie
- Ślężanie
- Wiślanie
- Wieluńczanie/ Wolinianie
- Uerizane (10 civitates) – Wiercanie lub Wierzyczanie

W Dokumencie praskim z 1086 r. wymienione są następujące plemiona polskie:
- Zlasane – Ślężanie
- Terbouane – Trzebowianie
- Poborane – Poobrzanie lub Bobrzanie
- Dedosize – Dziadoszyce/ Dziadoszanie

Kronika Thietmara wymienia następujące plemiona polskie:
- Diedesisi/ Diedesi – Dziadoszyce/Dziadoszanie
- Cilensi/ Silensi – Ślężanie

W Dziejach saskich Widukinda wspomniani są:
- Licikaviki – prawdopodobnie Lubuszanie

Germania z IX w. mówi o:
- Wisle lond – kraj Wisły

Z późniejszych źródeł, a także z domniemywań naukowych wyłaniają się:
- Polanie
- Mazowszanie
- Pomorzanie
  - Kaszubi
  - Słowińcy
- Pałuczanie
- Biali Chorwaci
- Obrzanie